# Alegoría del vicio y la virtud
La Alegoría del Vicio y de la Virtud (en italiano Allegoria della Vertù y del Vizio) es una pintura al óleo sobre tabla de Lorenzo Lotto, firmada y datada en 1505, conservada en la Galería Nacional de Arte de Washington, en la colección Kress.

## Historia

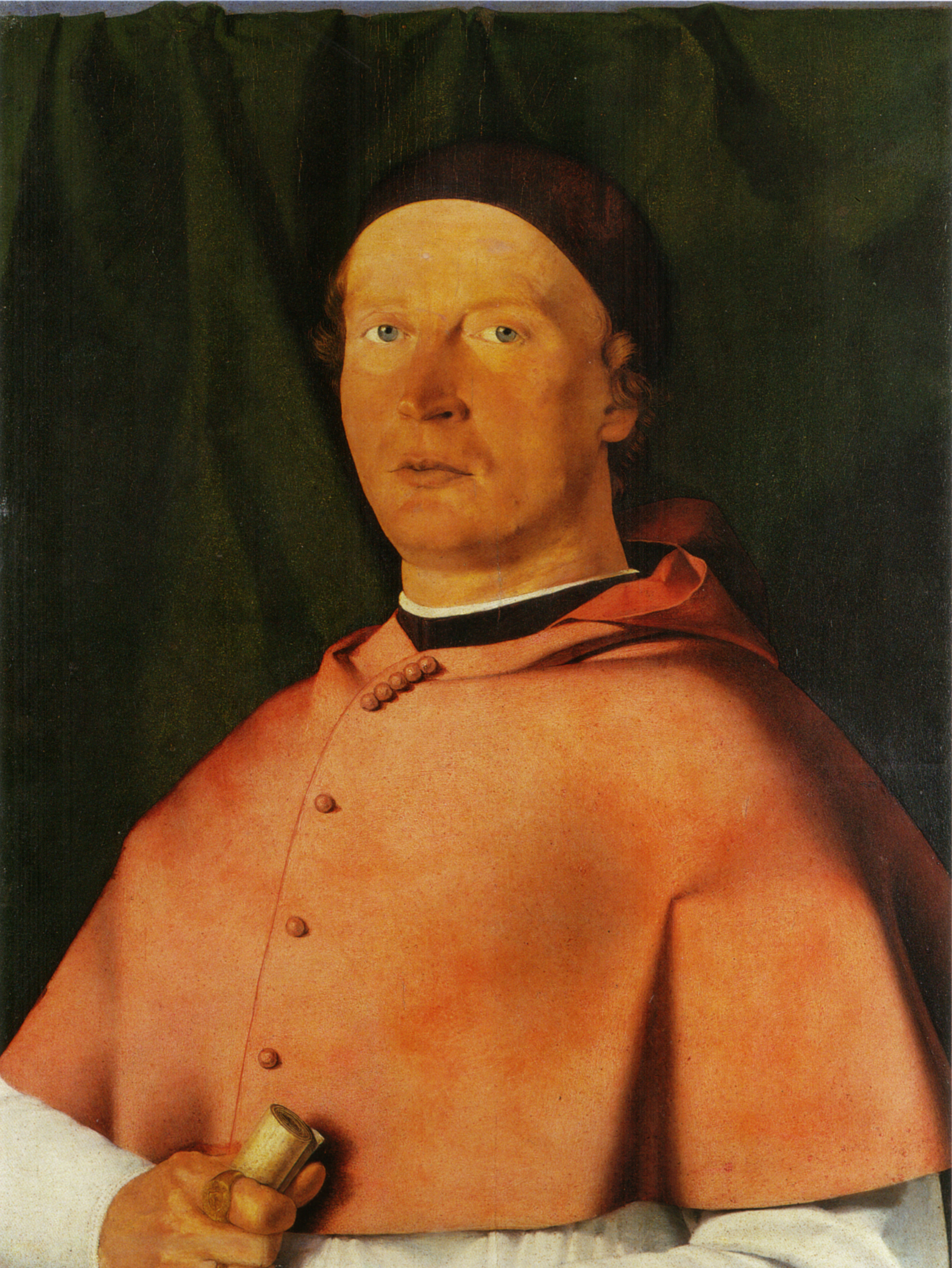
Retrato del obispo Bernardo de' Rossi por Lorenzo Lotto (Nápoles, Museo de Capodimonte).

Esta pintura servía de cubierta al retrato del obispo de Treviso, Bernardo de’ Rossi, primer protector de Lotto (su blasón figura en el centro de la alegoría); una inscripción en el dorso (hoy perdida) indicaba el destino:
| Inscripción                | traducción                 |
| -------------------------- | -------------------------- |
| BERNARD. RVBEVS            | Bernardo Rossi             |
| BERCETI COM. PONT          | de Berceta, obispo         |
| TARVIS. NAT.               | de Treviso, nacido         |
| ANN. XXXVI. MIENTE. X.D.V. | 36 años, 10 meses, 5 días  |
| LAVRENT.LOTVS P. CAL.      | pintado por Lorenzo Lotto, |
| IVL. M.D.V.                | 1.º julio , 1505           |

Retrato y cubierta siguieron al obispo en su estancia en Parma en 1524. La colección Farnesio la heredó después. La tabla sola fue objeto de una venta a un anticuario en 1803, y se la encuentra con un comprador de Bérgamo en 1880. Vendida luego en Londres en 1934, algunos años más tarde Alessandro Contini Bonacossi la trae de nuevo a Italia y la cede en 1935 a Samuel Kress que la lleva a Estados Unidos y la cede luego al museo actual.

## Iconografía
La alegoría pintada, que tiene como objetivo utilizar lo concreto para expresar una idea abstracta, es durante la Antigüedad, la Edad Media y el Renacimiento, el medio de rendir homenaje a su destinatario, quien había escogido la difícil vía de la Virtud, que lleva a las felicidades eternas; si bien se opone por contraste al Vicio, significa igualmente la fuerza viril (del latín virtus) del Hombre, la disciplina masculina, un «habitus de la voluntad, experiencia por repetición de los actos, y que habilita al hombre a obrar bien».
Cubriendo el retrato del dignatario, la tabla pintada tenía como objeto el recordatorio constante de este valor moral a seguir, y de desterrar a su contrario.

## Composición
El cuadro opone las dos nociones, localizando en dos «paisajes moralizados» los símbolos de la Virtud a la izquierda de la composición, y los del Vicio a su derecha; un árbol verde a la izquierda, y otro seco a la derecha, separan airosamente ambos espacios, el blasón del obispo plantado delante, contra el tronco del lado virtuoso en el centro, separando el Bien moral y el Mal, bajo una máscara transparente atada por una cinta.
Símbolos de la Virtud a la izquierda
- en primer plano un putto, que mantiene un compás, dibuja en el suelo, acompañado de libros (la sensatez), de instrumentos de geometría, de música, de accesorios de escritura (las artes liberales).
- Detrás en un paisaje iluminado con la luz divina, un angelote equipado con varios pares de alas, que ha superado las rocas y las plantas espinosas del segundo plano, se abalanza sobre un camino difícil hacia una cumbre rocosa (determinación a pesar de los obstáculos).

Símbolos del Vicio a la derecha
- en simetría con el putto del primer plano, un sátiro se embriaga al borde sombrío de un bosque, abrazando una jarra, a ambos lados, dos ánforas yacen a tierra volcadas, cerca de racimos de uvas.
- más lejos, en un paisaje de mar atormentado un barco naufraga bajo un cielo nublado.

## Análisis
La conciliación entre el retrato y su cubierta debe ser indicativo de las calidades y de las aspiraciones de su modelo, más allá de la semejanza física. Otra obra de Lotto, Retrato de señora y su tapa deslizante con la Alegoría de la Castidad indica que debía permitir comparar sujeto y alegoría. Se puede suponer que era así también para el retrato del obispo.